# Сражение при Пуэнте-де-Кальдерон
Сражение при Пуэнте-де-Кальдерон (исп. Batalla del Puente de Calderón) — решающее сражение первого этапа войны за независимость Мексики, в ходе которого повстанцы, сражавшиеся за независимость, потерпели тяжелое поражение от испанских войск.
Мигель Идальго-и-Костилья, вождь мексиканских повстанцев, боровшихся за независимость, в конце 1810 года сформировал правительство в Гвадалахаре и провозгласил независимость страны. Однако он еще не одержал окончательной военной победы над испанцами.
После отступления повстанцев от Мехико вице-король Франсиско Хавьер Венегас приказал Феликсу Марии Кальехе, бригадному генералу, командующему кавалерийской дивизией, выступить из Сан-Луис-Потоси на помощь столице. 17 января 1811 года солдаты Феликса Марии Кальехи прибыли под Гвадалахару, где они столкнулись с армией Идальго и Игнасио Альенде у моста Кальдерон недалеко от Сапотланехо.
У Идальго было от 80 000 до 90 000 бойцов (из которых 20 000 были кавалеристами) и 95 пушек. В основном это были люди без военной подготовки, и только 3000 из них имели ружья. Остальные были вооружены копьями, мотыгами, мачете, луками и примитивными гранатами. С другой стороны, испанцы, хотя их насчитывалось всего 6000 человек, были хорошо обучены и экипированы.
Повстанцы расставили 67 орудий на берегу реки, а еще 28 меньших по размеру разместили на окрестных холмах. В арьергарде была резервная пехота; Идальго тоже остался здесь. Кавалерия построилась на правом краю артиллерии. Напротив, на другом берегу реки, Кальеха построил свою армию в три колонны. Цель Кальехи состояла в том, чтобы атаковать правое крыло повстанцев и их резервы. В то же время полковник Хосе Мария Халон должен был атаковать в центре своей пехотой.
Утром армия роялистов двинулась вперед и вступила в бои с частями повстанцев, но не смогла отбросить из-за их численного превосходства. Кальеха решил усилить атаку, перешел мост, атаковал левый фланг повстанцев, в конечном итоге захватив семь орудий и северный холм. Здесь он узнал о бедственном положении двух других частей своей армии. После шестичасового боя поражение испанцев казалось неизбежным, когда испанское ядро подорвало один из фургонов с боеприпасами, и это вызвало огромное смятение в рядах повстанцев, многие из них разбежались, а также загорелась трава на окрестном пастбище. Кальеха воспользовался ситуацией, атаковал своими драгунами с левого фланга на рассеянного противника и захватил почти все его пушки. Около четырех часов дня испанские всадники преследовали бегущих повстанцев. На следующий день Кальеха с триумфом вошел в Гвадалахару.
Это сражение ознаменовало конец первого этапа войны. Повстанцы бежали на север, в Асьенда-дель-Пабеллон в Агуаскальентес. Идальго был отстранен от военного командования в пользу Альенде.